# Snublesten
En snublesten er en betonkube på 10 x 10 centimeter med en messingplade indskrevet med navn og data for ofre for holocaust og nazisternes øvrige forbrydelser.
Projektet blev startet af den tyske kunstner Gunter Demnig i 1992 og har til formål at minde individer på nøjagtigt det sidste opholdssted - eller undertiden arbejde - som frit blev valgt af personen, før vedkommende blev offer for nazistisk terror, eutanasi, eugenik, blev deporteret til en koncentrations- eller udryddelseslejr, eller undgået forfølgelse ved emigration eller selvmord.
Danmark blev land nr. 25, da tre sten blev placeret ved Københavns Synagoge den 17. juni 2019,, i alt blev der lagt 12 snublesten ned i København og på Frederiksberg. Fra aug. 2021 har foreningen Snublesten Fyn lagt 12 snublesten i Odense, 2 i Assens og senest (12.8.22) 2 i Svendborg og 1 i Skårup v. Svendborg. De er lagt for jødiske ofre, modstandsfolk, kommunister, clearingmyrdede, politibetjente omkommet i kz-lejre og andre kategorier af ofre.
Demnigs snublestensprojekt er verdens største decentraliserede mindesmærke.
Størstedelen af snublesten markerer jødiske ofre for holocaust. Andre er blevet sat for sintier og romaer, homoseksuelle, fysisk eller psykisk handicappede, Jehovas Vidner, mormoner, Rhinlandsbastard, medlemmer af Det Kommunistiske Parti, Socialdemokratiet og nazi-modstandere, den kristne opposition (både protestanter og katolikker) og frimurere sammen med de internationale brigader, militære desertører, militærnægtere, flugthjælpere, kapitulatorer, "vaneforbrydere", tyve og andre anklaget for forræderi, militær ulydighed eller underminere det nazistiske militær, samt De Allierede.